# Suzuki Burgman
La Suzuki Burgman, coneguda al Japó com a "Skywave", és una sèrie de scooters fabricats per Suzuki. Les capacitats dels motors van des dels 125 centímetres cúbics als 638 cc.

## Serie AN[1]
Llançat el 1999, el model de formació original constava dels models AN250 i AN400. El 2002 es va abandonar el AN250, substituït per l'europeu legislació d'acord amb fins d'aprenentatge i de llicències UH125. No obstant això, la AN250 continuar per ser llançat en altres països. El prefix UH va ser utilitzat en aquest model a causa d'un model actual de patrimoni no Burgman encara s'està produint. Aquest és el AN125 i no s'assembla ni llinatge amb la sèrie Burgman.

## Serie AN2[2]
El 2003, el combustible injectat sèrie AN2 es va llançar a UH125, AN400 i AN650 variants. Amb un paquet de carenat redissenyat que permet una millor il·luminació, més capacitat d'emmagatzematge i 1 litre més capacitat de combustible, també hi va haver l'opció de ABS en els models AN400 i AN650.
El 2004, Suzuki va llançar una AN650 executiu d'alta gamma, que va involucrar a un paquet d'ABS i els accessoris complet.

## Models[3]
- UH125 Burgman 125 - Sovint malinterpretat com AN125. El AN125 és un model anterior de Suzuki i comparteix cap dels trets Burgman. Burgman UH125 és classificat com un super scooter. AN125 és un scooter.
- UH200 Burgman 200
- AN250 Burgman 250
- AN400 Burgman 400
- AN400 Burgman 400 ABS
- AN650 Burgman 650
- AN650A Burgman 650 Executive - El paquet Executiu típicament afegeix ABS (Sistema antibloqueig), un parabrisa regulable elèctric, miralls elèctrics plegables ajustables, suport per al passatger, extrems de la barra de crom i coberta del silenciador cromat. Al Canadà i Europa, empunyadures amb calefacció i seients amb calefacció també formen part del paquet Executiu.